# Camponotus fallatus
Camponotus fallatus är en myrart som beskrevs av Bolton 1995. Camponotus fallatus ingår i släktet hästmyror, och familjen myror. Inga underarter finns listade.